# Elite Zexer
Elite Zexer (en hébreu :עילית זקצר, Ilit Zektzer), née à Netanya le 4 décembre 1980, est une réalisatrice et scénariste israélienne.

## Biographie
Elite Zexer naît à Netanya, elle grandit à Herzliya et ensuite a déménagé avec la famille à Raanana.
Elle est diplômée de l'Université de Tel Aviv, où elle a obtenu un BFA et MFA, ce dernier en réalisation.
Elle réalisa plusieurs courts-métrages dont Take Note (2008), qui remporta le prix du meilleur film de fiction au festival international du film étudiant de Tel Aviv, et Tasnim, qui a participé à plus de 120 festivals de films à travers le monde et a remporté plusieurs prix internationaux. Son premier long métrage, Tempête de sable, fut en compétition en 2016 au Festival du film de Sundance et à la Berlinale.

## Filmographie

### Comme réalisatrice et scénariste
- 2008 : Take Note (court-métrage)
- 2010 : Fire Department, Bnei-Brak (court-métrage, uniquement réalisation)
- 2010 : Tasnim (court-métrage)
- 2016 : Tempête de sable (Sufat Chol)

## Récompenses et distinctions
Les courts-métrages d'Elite Zexer, notamment Tasnim, ont remporté plusieurs prix lors de festivals internationaux.